# Shivrajpur
Shivrajpur is een nagar panchayat (plaats) in het district Kanpur Nagar van de Indiase staat Uttar Pradesh. 

## Demografie
Volgens de Indiase volkstelling van 2001 wonen er 10.175 mensen in Shivrajpur, waarvan 54% mannelijk en 46% vrouwelijk is. De plaats heeft een alfabetiseringsgraad van 62%. 